# Мороз Сергій Миколайович
Сергій Миколайович Моро́з (23 березня 1960, Монастирище) — поет, композитор, лауреат премії імені Василя Стуса та низки Всеукраїнських конкурсів та фестивалів.

## Біографія
Мороз Сергій Миколайович народився 23 березня 1960 року. в м. Монастирище, Монастирищенського району,Черкаської області.
Закінчив фізичний факультет Київського державного університету імені Тараса Шевченка(1983).
Директор творчої агенції та учасник вокально-інструментального дуету «Простір музики», де співпрацює з творчим побратимом — популярним київським композитором та виконавцем Ігорем Якубовським.

## Творчий доробок
Автор музики та співавтор багатьох пісень на власні слова та слова класиків української літератури: Тараса Шевченка, Василя Стуса, Василя Симоненка, Ліни Костенко та інших.
Лауреат Всеукраїнських конкурсів та фестивалів.

## Творчість
| Пісні                             |                     |        |  |
| --------------------------------- | ------------------- | ------ |  |
| Назва                             | Слова/Музика        | Альбом |  |
| Колискова для Птахи               | С. Мороз / С. Мороз |        |  |
| Ярій, душе! (пам'яті А. Горської) | В. Стус / С. Мороз  |        |  |